# El Peix
El Peix oder vollständig El Peix d'Or (katalanisch für Der Fisch aus Gold; auf Spanisch El Pez De Oro) ist ein Kunstwerk an der Strandpromenade von Barcelona, das im Zuge der Olympischen Spiele 1992 errichtet worden ist.
Es handelt sich um eine 35 m hohe und 54 m lange Metallkonstruktion, deren Erscheinung sich abhängig von der Intensität und der Richtung der Sonneneinstrahlung verändert.
Der Fisch aus Gold stammt vom kanadischen Architekten Frank Gehry, der u. a. auch am Tanzenden Haus in Prag und dem Guggenheim-Museum in Bilbao mitgewirkt hat. Es gilt als das erste Bauwerk, das mittels CATIA, einem aus dem Flugzeugbau stammenden CAD-Systems, entworfen wurde. Die nicht-euklidische Geometrie wäre mit herkömmlichen analogen oder digitalen Methoden nicht berechenbar gewesen.
Das Kunstwerk ist Namensgeber des in Barcelona ansässigen Ultimate-Frisbee-Teams „Peixets“ (kleine Fische), das am benachbarten Strand seinen Ursprung hat.

## Galerie
|  |  |  |  |